# Пчиња
Пчиња је лева притока реке Вардар. Ова 128 km дуга река тече кроз Србију и Северну Македонију.
Река Пчиња припада егејском сливу. Њен слив покрива површину од 3.140 km² (1.247 km² у Србији и 1.893 km² у Северној Македонији). Просечан проток код ушћа у Вардар је 14 m³/s и река није пловна. Све веће притоке Пчиње су у Северној Македонији: Бистрица, Петрошница и Крива Река (леве), Кумановска Река (десна). 

## Ток кроз Србију
Пчиња настаје од неколико потока на западној падини планине Дукат код села Радовница, одакле даље тече на запад под именом Трипушница. Долина реке чини микрорегион са центром у месту Трговиште, где се у Трипушницу са југа улива Лесничка река, одакле река тече даље на запад под именом Пчиња. Ова регија је једна од најсиромашнијих и регија са највећим одливом становништва у Србији (12.556 становника 1971, а 6.372 становника 2002, 17 становника/km²). Пчиња потом тече на запад северно од Широке планине. Код села Шајинце прима десну притоку Коћурицу и наставља на југ уском долином између планина Рујен и Козјак. У овој долини се налази село и манастир Прохор Пчињски. Недалеко одатле, после 45 km тока кроз Србију, река прелази у Македонију.

## Ток кроз Северну Македонију
На преосталих 83 km тока река благо скреће ка југозападу. Протиче поред села Карловце, Драгоманце, Стрновац, Војник, Клечевце, Пчиња, Студена Бара, Горно Коњаре, Долно Коњаре и градића Катланово, поред кога је Катлановска Бања - најпознатија бања Северне Македоније. Иако се налази на 25 km од Скопља, Катланово је све ближе нарастајућим предграђима македонске престонице, тако да се предвиђа да ће Скопље једнога дана изаћи на реку Пчиња. 
Ток кроз Северну Македонију се дели на микрорегионе Средорек и Которци, између којих је Бадерска клисура. У доњем току Пчиња тече уз западну страну Градиштанске планине, и улива у Вардар на пола пута између Скопља и Велеса.

## Галерија
- Долина Пчиње виђена са Вражјег камена.
- Пчиња у близини Вражјег камена.
- Река Пчиња недалеко од манастира Прохора Пчињског.
- Дронски снимак Пчиње код Вражјег камена.
- Пчиња